# セルヒオ・ゴメス
セルヒオ・ゴメス・マルティン（Sergio Gómez Martín, 2000年9月4日 - ）は、スペイン・バダロナ出身のサッカー選手。ラ・リーガ・レアル・ソシエダ所属。スペイン代表。ポジションはディフェンダー、フォワード。

## 経歴
2010年にFCバルセロナユースに入団し、2018年にFCバルセロナBに昇格した。1月6日、レアル・サラゴサ戦でアベル・ルイスとの交代中出場し、セグンダ・ディビシオンデビューを果たした。
1月30日、ドイツのボルシア・ドルトムントに移籍し、4月8日、VfBシュトゥットガルト戦でマルコ・ロイスとの交代途中出場でデビューした。
2019-20シーズンより2年間はローン移籍でSDウエスカでプレー。2021年6月30日にRSCアンデルレヒトへの完全移籍が発表された。
2022年8月16日、マンチェスター・シティFCへの完全移籍が発表された。背番号は21番。
2024年7月12日、レアル・ソシエダに移籍した。

## 代表歴
スペイン代表として各年代でプレーしている。
2024年、パリオリンピックに出場するU-23スペイン代表に選出された。グループリーグ初戦のウズベキスタン代表戦では、後半17分に勝ち越しゴールを挙げて勝利に貢献した。

## 個人成績

### クラブ
2023年6月30日現在
| クラブ                 | シーズン     | リーグ戦                            | リーグ戦 | リーグ戦 | 国内カップ | 国内カップ | リーグカップ | リーグカップ | 国際大会 | 国際大会 | 合計 | 合計 |
| クラブ                 | シーズン     | ディヴィジョン                      | 出場     | 得点     | 出場       | 得点       | 出場         | 得点         | 出場     | 得点     | 出場 | 得点 |
| ---------------------- | ------------ | ----------------------------------- | -------- | -------- | ---------- | ---------- | ------------ | ------------ | -------- | -------- | ---- | ---- |
| ボルシア・ドルトムント | 2017-18      | ブンデスリーガ                      | 2        | 0        | 0          | 0          | -            | -            | 0        | 0        | 2    | 0    |
| ボルシア・ドルトムント | 2018-19      | ブンデスリーガ                      | 0        | 0        | 0          | 0          | -            | -            | 1        | 0        | 1    | 0    |
| ボルシア・ドルトムント | クラブ通算   | クラブ通算                          | 2        | 0        | 0          | 0          | 0            | 0            | 1        | 0        | 3    | 0    |
| ウエスカ (loan)        | 2019-20      | セグンダ・ディビシオン              | 36       | 1        | 1          | 0          | -            | -            | -        | -        | 37   | 1    |
| ウエスカ (loan)        | 2020-21      | ラ・リーガ                          | 29       | 0        | 2          | 0          | -            | -            | -        | -        | 31   | 0    |
| ウエスカ (loan)        | クラブ通算   | クラブ通算                          | 65       | 1        | 3          | 0          | 0            | 0            | 0        | 0        | 68   | 1    |
| アンデルレヒト         | 2021-22      | ベルギー・ファースト・ディビジョンA | 39       | 6        | 6          | 1          | -            | -            | 4        | 0        | 49   | 7    |
| アンデルレヒト         | 2022-23      | ベルギー・ファースト・ディビジョンA | 1        | 0        | 0          | 0          | -            | -            | -        | -        | 1    | 0    |
| アンデルレヒト         | クラブ通算   | クラブ通算                          | 40       | 6        | 6          | 1          | 0            | 0            | 4        | 0        | 50   | 7    |
| マンチェスター・シティ | 2022-23      | プレミアリーグ                      | 12       | 0        | 4          | 0          | 2            | 0            | 5        | 0        | 23   | 0    |
| キャリア通算           | キャリア通算 | キャリア通算                        | 135      | 9        | 13         | 1          | 2            | 0            | 10       | 0        | 157  | 10   |

## タイトル

### クラブ
バルセロナユース
- UEFAユースリーグ: 2017-18

ウエスカ
- セグンダ・ディビシオン: 2019-20

マンチェスター・シティ
- プレミアリーグ: 2022-23, 2023-24
- FAカップ: 2022-23
- UEFAチャンピオンズリーグ: 2022-23
- UEFAスーパーカップ: 2023
- FIFAクラブワールドカップ: 2023

### 代表
U-17スペイン代表
- UEFA U-17欧州選手権: 2017

U-18スペイン代表
- 地中海競技大会金メダル: 2018

U-19スペイン代表
- UEFA U-19欧州選手権: 2019

U-23スペイン代表
- パリオリンピック金メダル: 2024